# Luis Rafael Zarama
Luis Rafael Zarama Pasqualetto (ur. 28 listopada 1958 w Pasto w Kolumbii) – amerykański duchowny rzymskokatolicki pochodzenia kolumbijskiego, biskup pomocniczy Atlanty w latach 2009–2017, biskup diecezjalny Raleigh od 2017.

## Życiorys
Do kapłaństwa przygotowywał się początkowo w rodzinnym kraju. W 1991 wyemigrował do USA. Święcenia kapłańskie otrzymał w dniu 27 listopada 1993 i inkardynowany został do archidiecezji Atlanta. Był m.in. obrońcą węzła sądu biskupiego, wikariuszem sądowym, wicedyrektorem wydziału kurialnego ds. powołań oraz wikariuszem generalnym archidiecezji.
27 lipca 2009 mianowany biskupem pomocniczym Atlanty ze stolicą tytularną Bararus. Sakry udzielił mu abp Wilton Gregory.
5 lipca 2017 papież Franciszek mianował go biskupem ordynariuszem Raleigh.